# Piedras rúnicas de las expediciones bálticas
Las piedras rúnicas de las expediciones bálticas son las piedras rúnicas varegas que fueron erigidas en memoria de los hombres que tomaron parte en las expediciones, de paz o guerreras, hacia zonas del mar Báltico, en los emplazamientos de los actuales países bálticos y Finlandia.
Además de las piedras rúnicas varegas hay otras estelas rúnicas que hablan de expediciones hacia el este como las piedras rúnicas sobre Grecia, piedras rúnicas sobre Italia, las inscripciones dejadas por la guardia varega y las piedras rúnicas de Ingvar (erigidas en honor de los que viajaron hacia el mar Caspio con Ingvar el Viajero). Además hay piedras que hablan de viajes al oeste como las piedras rúnicas vikingas, piedras rúnicas inglesas y las piedras rúnicas de Hakon Jarl. 

## Convenciones
A continuación se enumeran las estelas por territorios y según la simbología del proyecto Rundata. Las transcripciones que se presentan en nórdico antiguo son principalmente de los dialectos sueco y danés que se facilitan para comparar con la inscripción. Las traducciones que aparecen en el artículo son la traducción española de la inglesa que aparece en la base de datos de Rundata en el que aparecen los nombres en el estándar de los dialectos noruego e islandés.

### Transliteración y transcripción
Existe una tradición bastante antigua de transliterar las runas a caracteres latinos en negrita y transcribir el texto al nórdico estándar en cursiva. Se realiza esta práctica para diferenciar los textos con los distintos procesos. Al no mostrar solo la inscripción original, sino también la transliteración, la transcirpción y la traducción los expertos presentan el análisis de forma que el lector puedan seguir el proceso de interpretación de las runas. Cada paso presenta dificultades, pero la mayoría de las inscripciones del futhark joven son fáciles de interpretar.
En las transliteraciones *, :, ×, ' y + representan separaciones entre separaciones comunes entre palabras, mientras que ÷ representa separaciones no habituales. Los paréntesis, ( ), representan runas dañadas que no pueden identificarse con certeza, y los corchetes, [ ], representan secuencias de runas que han desaparecido, pero que pueden identificarse por las descripciones o dibujos de los historiadores antes de que se perdieran. Un guion corto, -, indica que hay una runa que no puede ser identificada. Los puntos suspensivos, ..., muestran que se supone que había algunas runas en esa posición pero que han desaparecido. Dos barras, | |, dividen un signo rúnico en dos letras latinas, que los grabadores a menudo ligaban runas consecutivas. §P y §Q indica dos posibles lecturas de una inscripción, mientras §A, §B y §C indica que la inscripción está dividida en partes que pueden aparecer en distintos lados de la piedra.
Las comillas simples, < >, indican que hay una secuencia de runas que no se puede interpretar con certeza. Otros signos especiales son las letras þ y ð. La primera de ellas es la letra thorn que representa al sonido fricativo dental sordo, como la z española. La segunda letra es ed que representa a la consonante fricativa dental sonora como la th del inglés «the». El signo R representa a la runa  yr, y el ô es igual que el diacrítico islandés, ǫ.

### Nomenclatura
Cada inscripción rúnica tiene un código de identificación que se usa en la literatura especializada para referirse a esa inscripción. El código consta de varias partes de los cuales solo son obligatorios los dos primeros. La primera parte consiste en una o dos letras que indican la región o el país donde apareció la inscripción, por ejemplo, U para Uppland, Sö para Södermanland y  DR para Dinamarca. La segunda parte es el número de orden en que apareció la inscripción en una publicación nacional oficial (normalmente en Sveriges runinskrifter). Así U 73 significa que la piedra es la 73.ª inscripción de Uppland que se registró en Sveriges runinskrifter. Si la inscripción se ha documentado posteriormente a su publicación oficial, se numera según la publicación que la describió por primera vez, por ejemplo Sö Fv1954;20, donde Sö representa a Södermanland, Fv alude a la publicación anual Fornvännen,  y 1954 es año del número de Fornvännen y 20 es la página del ejemplar.

## Uppland

### U 180
Esta piedra de la época vikinga, posiblemente del estilo Pr4, se encuentra situada en la iglesia de Össeby-Garn. Fue realizada por el maestro grabador Visäte. La piedra conmemora a un hombre que murió en Viborg (Jutlandia) o en Vyborg (Karelia).
Transliteración:
+ sihatr * uk + þurbiorn + uk * þurkri(m) + uk * erinmontr '× litu × reisn + stein + aftiR + broþur + sin + sikstnin + hn to i uib (u)(r) kum
Transcripción al nórdico antiguo:
Sighvatr ok Þorbiorn ok ÞorgrimR ok Ærinmundr letu ræisa stæin æftiR broður sinn Sigstæin. Hann do i Viborgum.
Traducción:
"Sighvatr y Þorbjôrn y Þorgrímr y Erinmundr hicieron erigir la piedra en memoria de su hermano Sigsteinn. Él murió en Véborg."

### U 214
Esta piedra rúnica data de alrededor del 1100 es del estilo RAK. Se encuentra en el interior del muro del porche de la iglesia de Vallentuna. La piedra U 215 contiene la primera parte de su mensaje. Las piedras fueron grabadas en memoria de un hombre que murió ahogado en el «mar de Holmr», los runólogos se encuentran divididos respecto al significado de esta expresión. La interpretación propuesta por Jansson es que significa el «mar de Novgorod sea" que se refiere al golfo de Finlandia. Esta piedra proporciona el primer registro de rima en Suecia, mientras que el primer registro en nórdico antiguo se encuentra en el poema Höfuðlausn compuesto por Egill Skallagrímsson.
Transliteración:
... uk × inkiber × eftiR × buanta × sin ' han ' troknaþi ÷ a ' holms ' hafi ' skreþ ' knar ' hans ' i ' kaf þriR ' eniR ' kamo ' af
Transcripción al nórdico antiguo:
... ok Ingebærg æftiR boanda sinn. Hann drunknaði a Holms hafi, skræið knarr hans i kaf, þriR æiniR kvamu af.
Traducción:
"... y Ingibjôrg n memoria de su marido. Él se ahogó en el mar de Holmr - su barco de carga se hundió al fondo del mar - sólo tres salieron (vivos)."

### U 346
Esta piedra rúnica que se encontraba en la iglesia de Frösunda ha desaparecido. Fue realizada por el grabador Åsmund Kåresson en los estilos Pr3-Pr4, y fue erigida en memoria de un hombre que murió en Virland. Contiene el mismo mensaje que la piedra U 356.
Transliteración:
[rahnfriþr * lit rt stain þino ' aftiR biurno sun þaiRa kitilmuntaR ' hon ' fil a urlati ' kuþ hialbi hons ant auk| |kuþs muþiR ' osmunr mar'kaþi runaR ritar]
Transcripción al nórdico antiguo:
Ragnfriðr let retta stæin þenna æftiR Biorn, sun þæiRa KætilmundaR. Hann fell a Virlandi. Guð hialpi hans and ok Guðs moðiR. Asmundr markaði runaR rettaR.
Traducción:
"Ragnfríðr hizo erigir esta piedra en memoria de Bjôrn, su hijo y el de Ketilmundr. Él cayó en Virland. Que Dios y la madre de Dios ayuden a su espíritu. Ásmundr marcó las runas correctas."

### U 356
Esta piedra del estilo estilo Pr3 se ubica en Ängby. Fue realizada por el grabador Åsmund Kåresson para una mujer en memoria de su hijo que murió en Virland. Con tiene el mismo mensaje que la piedra U 346.
Transliteración:
ra (h)nfriþr ' lit rasa stain þino ' aftiR biurn * sun þaiRa * kitilmun (t) aR ' kuþ mialbi hons (a) nt auk| |kuþs (m)uþiR hon fil a uirlanti * in osmuntr markaþi
Transcripción al nórdico antiguo:
Ragnfriðr let ræisa stæin þenna æftiR Biorn, sun þæiRa KætilmundaR. Guð hialpi hans and ok Guðs moðiR. Hann fell a Virlandi. En Asmundr markaði.
Traducción:
"Ragnfríðr hizo erigir esta piedra en memoria de Bjôrn, su hijo y el de Ketilmundr's. Que Dios y la madre de Dios ayuden a su espíritu. Él cayó en Virland. Y Ásmundr lo marcó."

### U 439
Esta piedra del estilo Fp se considera una de las piedras rúnicas de Ingvar y debido a algunas incertidumbres en su descifrado también una de las piedras rúnicas de Serkland. Se localizaba en el palacio de Steninge, pero se ha perdido. Johan Bureus, uno de los primeros runólogos, visitó Steninge el 8 de mayo de 1595 y realizó un dibujo de la piedra que se encontraba en el embarcadero. Solo 50 años después la piedra desapareció, y en una carta escrita en 1645 se explica que la piedra había sido usada como material de construcción para un nuevo embarcadero de piedra. La inscripción contenía un poema en nórdico antiguo.
Transliteración:
[harlaif × auk × þurkarþr × litu × raisa × stain × þina at × sabi faþur sin × is| |sturþi × austr × skibi × maþ ikuari a/a| |askalat-/skalat-]
Transcripción al nórdico antiguo:
Hærlæif ok Þorgærðr letu ræisa stæin þenna at Sæbiorn, faður sinn. Es styrði austr skipi með Ingvari a Æistaland(?)/Særkland[i](?).
Traducción:
"Herleif y Þorgerðr hicieron erigir esta piedra en memoria de Sæbjôrn, su padre, quien dirigió su barco hacia el este Ingvarr hacia Estonia(?)/Serkland(?)."

### U 533
Esta piedra rúnica se encuentra en el interior del muro del porche de la iglesia de Roslags-Bro. Es del Pr1 y fue encargada por una mujer en memoria de su hijo que murió en Virland (en Estonia). Se atribuye al grabador Torbjörn Skald por su estilo.
Transliteración:
* sigruþ * lit + raisa * stain * eftir + anunt * sun * sin * han uas ' tribin + a + uirlanti
Transcripción al nórdico antiguo:
Sigruð let ræisa stæin æftiR Anund, sun sinn. Hann vas drepinn a Virlandi.
Traducción:
"Sigþrúðr hizo erigir esta piedra en memoria de Ônundr, su hijo. Él fue asesinado en Virland."

### U 582
Esta piedra ha desaparecido. Se encontraba en la iglesia de Söderby-Karl. Posiblemente era del Pr1 y conmemoraba a un hijo que murió en lo que es llamado Finland. En aquel tiempo Finland se refería a sur oeste de la actual Finlandia.
Transcripción:
[biarn huk * ikulfriþ : raistu : stain : aftR : utrik : sun : sain * han * uaR : tribin : o * fin*lonti]
Transliteración al nórdico antiguo:
Biorn ok Igulfrið ræistu stæin æftiR Otrygg, sun sinn. Hann vaR drepinn a Finnlandi.
Traducción:
"Bjôrn y Ígulfríðr erigieron esta piedra en memoria de Ótryggr, su hijo. Él fue asesinado en Finland."

### U 698
Esta piedra rúnica de los estilos Pr2-Pr3 se ha perdido. Su inscripción ha sido difícil de interpretar, pero se refiere a un hombre que cayó en Livonia y posiblemente en una expedición de Freygeirr.
Transliteración:
P [sufar lit : aristn * þin * afir * askir sun : sin : han * ut fai : a liflai|n|þ|i| |i| |i|n|þ|i * frai...]
Q [sufar lit : aristn * þin * afir * askir sun : sin : han * ut fai : a liflai|n|þ| i| |i|n|þ|i * frai...]
Transcripción al nórdico antiguo:
P <sufar> let ræisa stæin æftiR AsgæiR, sun sinn. Hann uti fioll a Liflandi i liði Frøy[gæiRs](?).
Q <sufar> let ræisa stæin æftiR AsgæiR, sun sinn. Hann ut fioll a Lifland i liði Frøy[gæiRs](?).
Traducción:
"<sufar> mandó erigir la piedra en memoria de Ásgeirr, su hijo. Él cayó en Lífland, en la guardia extranjera de Freygeirr(?)."

## Södermanland

### Sö 39
Esta es una inscripción rúnica sobre la roca madre en Åda. Es del estilo Pr3 y conmemora a un hermano que se ahogó en Livonia. 
Transliteración:
: hermoþr : lit : hagua : at : barkuiþ : bruþur : sin : h[an] trukn-þi : [a] lf:lanti :
Transcripción al nórdico antiguo:
Hærmoðr let haggva at Bergvið/Barkvið, broður sinn. Hann drunkn[a]ði a Liflandi.
Traducción:
"Hermóðr mandó cortar (la roca) en memoria de Bergviðr/Barkviðr, su hermano. Él se ahogó en Lífland."

### Sö 198
Esta piedra rúnica del estilo Fp se encuentra en Mervalla en la isla de Selaön en el lago Mälaren. Se erigió en memoria de un hombre que solía navegar en un Knorr con objetos de valor hacia y que solía Zemgale y que solía pasar el cabo Kolka (Dómisnes). Al norte del cabo North hay un arrecife sumergido que probablemente era tristemente célebre en la época vikinga, por lo que Sigríðr quiso que quedara para la posteridad que su marido lo pasaba frecuentemente. La expresión dyrum knærri ("valioso barco de cargo") es un dativo instrumental y también aparece en la famosa estrofa del islandés Egill Skallagrímsson. Egill escribió que su madre le había prometido un rápido barco con el que podría navegar con los vikingos y:
| standa upp í stafni stýra dýrum knerri | Permanecer en la popa, Guiar un apreacido navío, |  |

Transliteración:
siriþ * lit * resa * stan * [þin](a) [*] (a)(t) * suen * sin * [b]unta * h[n] * uft * siklt * til * simk(a)(l)(a) * t(u)ru[m] * knari * um * tumisnis
Transcripción al nórdico antiguo:
Sigrið let ræisa stæin þenna at Svæin, sinn bonda. Hann oft siglt til Sæimgala, dyrum knærri, um Domisnæs.
Traducción:
"Sigríðr mandó erigir esta piedra en memoria de Sveinn, su marido. Él a menudo navegaba un valioso barco de carga para Seimgalir, alrededor de Dómisnes."

## Gästrikland

### Gs 13
Esta estela en piedra arenisca se encuentra en la iglesia de la sagrada trinidad de Gävle. Es del estilo Pr2 y conmemora a un hermano llamado Egill que murió en Tavastia. Åsmund Kåresson fue uno de los grabadores dos grabadores. Egill probablemente cayó en una expedición de la tropa leidang, liderada por Freygeirr.
Transliteración:
× brusi lit rita s-... ... [(a)]b--R (i) h (i)(l) brur sin : in h-n uarþ tauþr a tafstalonti × þo brusi furþi lank lans ' abtiR [br](u) r sin h (o)[n] fur (m) iR fraukiRi kuþ hialbi hons| |salu| |uk| |kuþ(s) (m)(u)[þiR ' suain ' uk osmunrt ' þaiR markaþu] +
Transcripción al nórdico antiguo:
Brusi let retta s[tæin þenna] æf[ti]R Ægil, broður sinn. En h[a]nn varð dauðr a Tafæistalandi, þa Brusi førði læiðang(?) lands æftiR broður sinn. Hann for meðr FrøygæiRi. Guð hialpi hans salu ok Guðs moðiR. Svæinn ok Asmundr þæiR markaðu.
Traducción:
"Brúsi mandó erigir esta piedra en memoria de Egill, su hermano. Y el murió en Tafeistaland, cuando Brúsi llevó (=dirigió?) la leva de la tierra(?) (= ejército) en memoria de, su hermano. Él viajó con Freygeirr. Que Dios y la madre de Dios ayuden a su alma. Sveinn y Ásmundr, lo marcaron."

## Västergötland

### Vg 181
Esta piedra del estilo estilo Pr1 se encuentra en Frugården. Se erigió en memoria de un hombre que murió en Estonia.
Transliteración:
kufi : rsþi : stin : þesi : eftR : ulaf : sun : sin * trk * hrþa * kuþan * hn * uarþ * trbin * i * estlatum * hu (a)rþ(r) * iuk * s---
Transcripción al nórdico antiguo:
Gufi ræisti stæin þennsi æftiR Olaf, sun sinn, dræng harða goðan. Hann varð drepinn i Æistlandum. Havarðr(?) hiogg s[tæin].
Traducción:
"Gufi erigió esta piedra en memoria de Ólafr, su hijo, un hombre bueno y valiente. Él fue asesinado en Estonia. Hávarðr(?) cortó la piedra."

## Gotland

### G 135
Esta piedra rúnica habla de la misma familia que las piedrasG 134 y G 136, y fue hecha en memoria de un hombre que murión en Vindau (Ventspils, Letonia).
Transliteración:
þina : eftir : a (i)--- : --- : --rþ : tauþr : a : ui (t) au : systriR : [tuaR] ...-R : bryþr : þria : roþanþr : auk : roþkutr : roþar : auk : þorstain : þiR : iRu : faþur:bryþr
Transcripción al nórdico antiguo:
Þenna æftiR Æi... ... [va]rð dauðr a Vindau/Vindö. SystriR tvaR ... brøðr þria. Hroðvaldr(?) ok Hroðgautr, Hroðarr ok Þorstæinn, þæiR eRu faðurbrøðr.
Traducción:
"Esta en memoria de Ei-... (que) murió en Vindey/Vindö. Dos hermanas ... tres hermanos. Hróðvaldr(?) y Hróðgautr, Hróðarr y Þorsteinn, eran los hermanos de su padre."

### G 319
Esta es una inscripción rúnica tardía en una tumba que se data en la primera mitad del siglo XIII. Se encuentra en la iglesia de Rute y conmemora a un hombre que murió en Finlandia.
Transliteración:
si[h]tris : aruar[r] : litu : giera : st[a]en : yfir : auþu-l- : broþur : sin : a : finlandi : do : aglia...
Transcripción al nórdico antiguo:
Sigtryggs(?) arfaR letu gæra stæinn yfiR Auðv[a]l[d](?), broður sinn, a Finnlandi do <aglia...>.
Traducción:
"El heredero de Sigtryggr(?) mandó hacer la piedra sobre Auðvaldr(?), su hermano, que murió en Finlandia ..."